# CRISA
CRISA (acrónimo de Computadoras, Redes e Ingeniería, S.A.) es una empresa española, subsidiaria de Airbus Defence and Space, dedicada al diseño y producción de sistemas electrónicos de vuelo espacial. Fundada en 1985, CRISA ha trabajado desde sus inicios en el sector de la electrónica de calificación espacial, con una participación exitosa en más de 400 misiones espaciales.

## Historia
CRISA ha jugado un papel relevante en la mayoría de las misiones científicas y de observación de la Tierra de la Agencia Espacial Europea (ESA), desarrollando procesadores para cargas útiles y controladores de hardware y software: unidades de procesamiento de datos, unidades de control, y unidades de acondicionamiento y distribución de energía. Otras de sus actividades dentro del segmento espacial incluyen la aviónica de satélites, lanzadores y naves espaciales, así como del segmento terrestre, tanto en aplicaciones civiles como de defensa.[cita requerida]
En el año 2000, CRISA pasó a formar parte del grupo Airbus, estando ahora totalmente integrada en Airbus Defence and Space.
CRISA está basada en Tres Cantos, cerca de Madrid, y emplea a más de 500 trabajadores cualificados.